# 太田市消防本部
太田市消防本部（おおたししょうぼうほんぶ）は、群馬県太田市の消防部局（消防本部）。管轄区域は太田市及び邑楽郡大泉町の全域。大泉町は太田市に常備消防事務を委託している。

## 概要
- 消防本部:群馬県太田市鳥山下町409-1
- 管内面積:194.42km2
- 職員定数:360人
- 消防署4カ所、分署4カ所、出張所1カ所
- 主力機械（2019年4月1日現在）
  - 普通消防ポンプ自動車：8
  - 水槽付消防ポンプ自動車：8
  - 梯子付消防自動車：2
  - 化学消防車：4
  - 指揮車：2
  - 指令車：9
  - 広報車：6
  - 資材搬送車：6
  - 大型水槽車：1
  - 救急自動車：11
  - 救助工作車：2
  - 支援車：2（Ⅰ型・Ⅱ型）
  - 連絡車：5
  - 火災原因調査車：1
  - 人員輸送車：1
  - 燃料補給車：1

【主力機械に関する参考文献:（令和元年太田市消防本部度消防防災年報）】

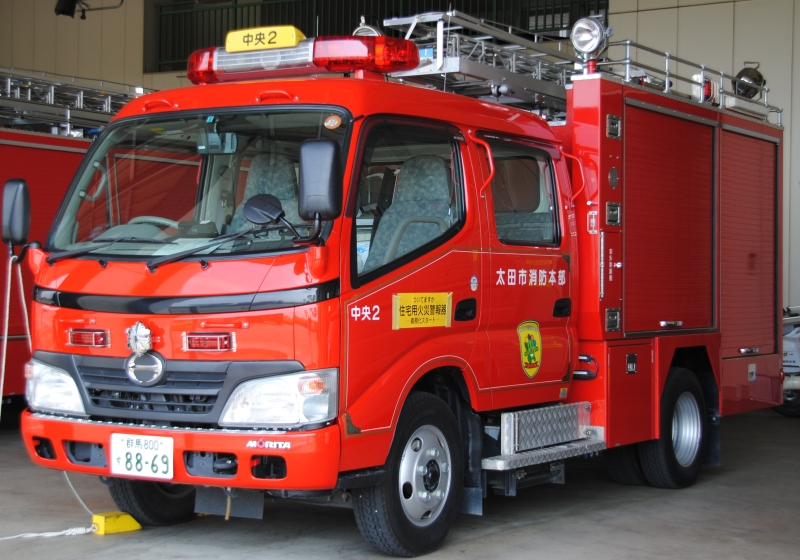
ポンプ車
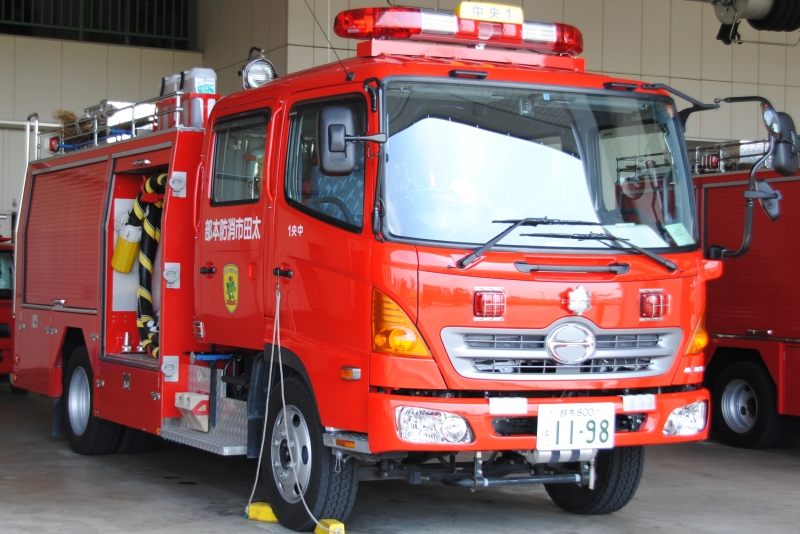
水槽付ポンプ車
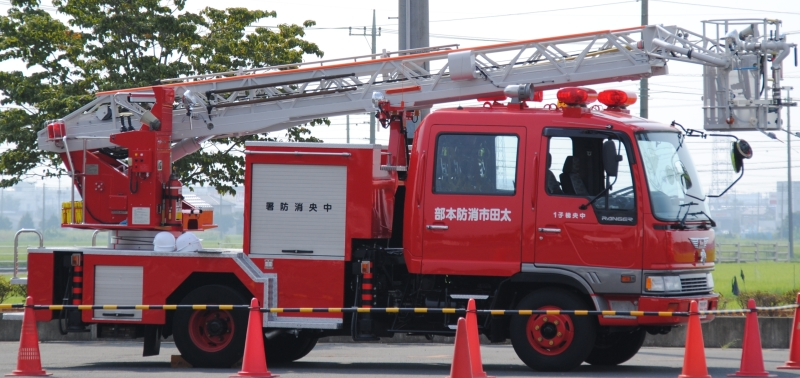
はしご車（廃車）
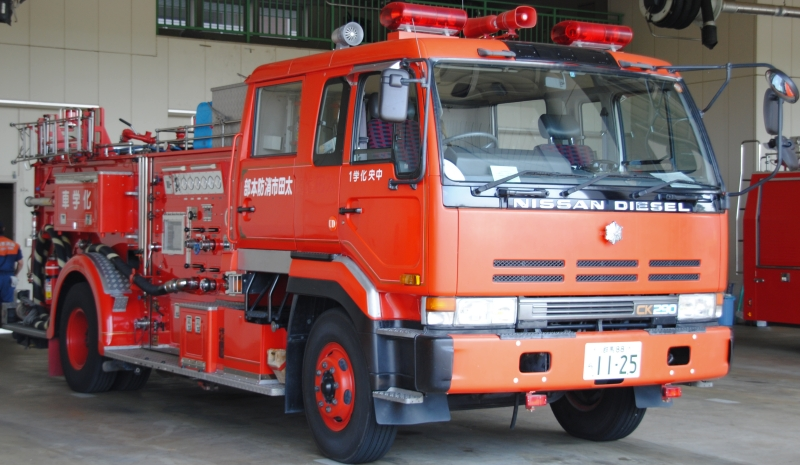
化学車（廃車）
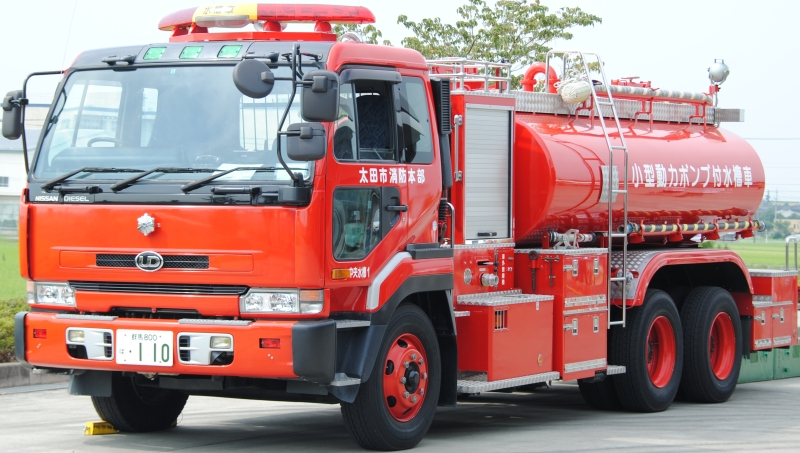
水槽車（廃車）
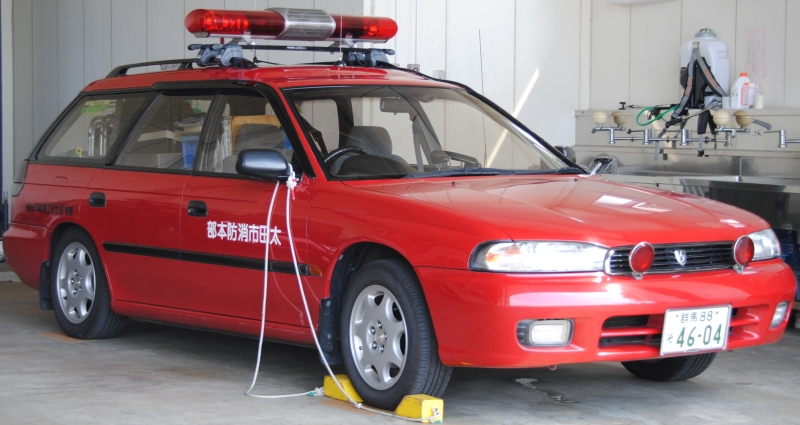
指揮車（廃車）
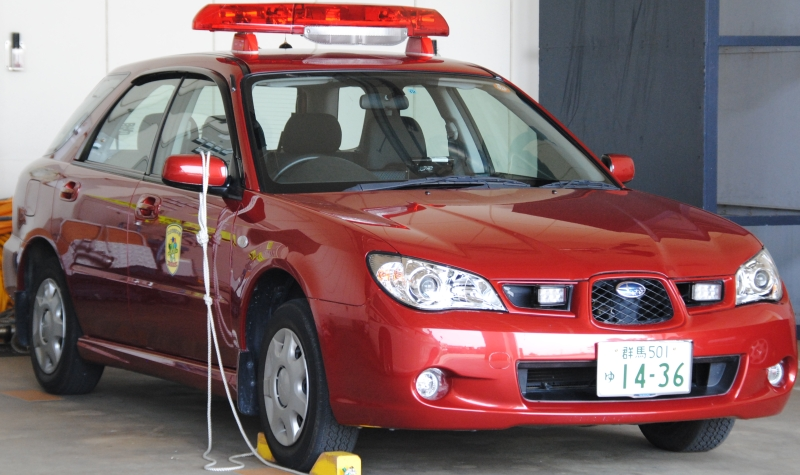
広報車
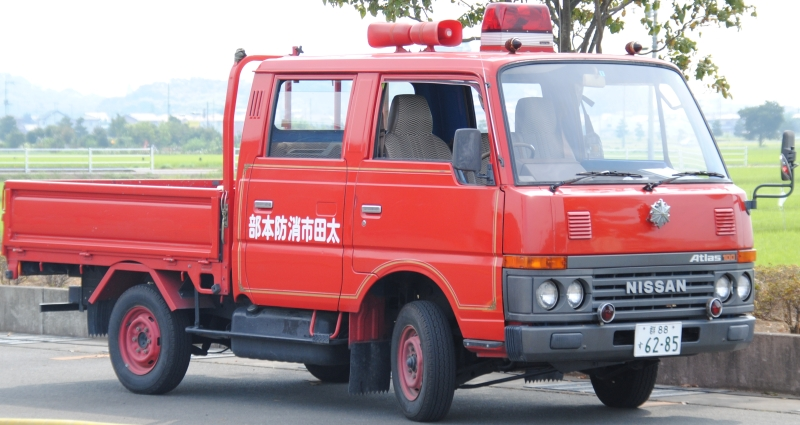
資材搬送車（廃車）
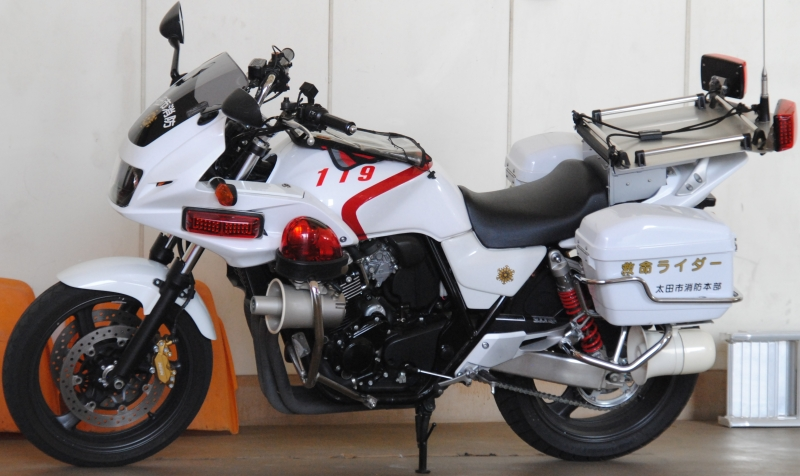
救命バイク（救命ライダー）（廃車）
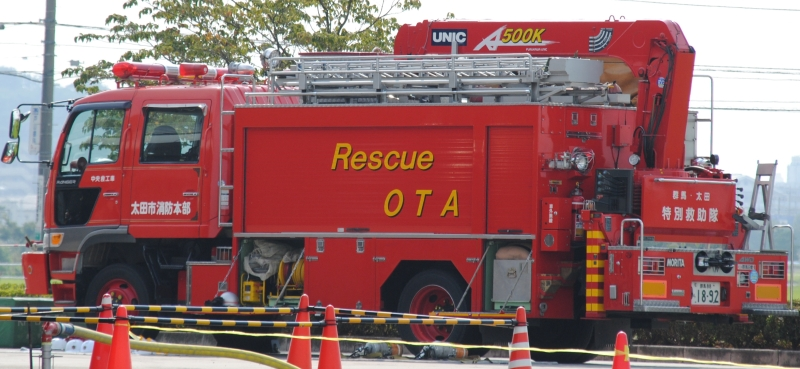
救助工作車（廃車）
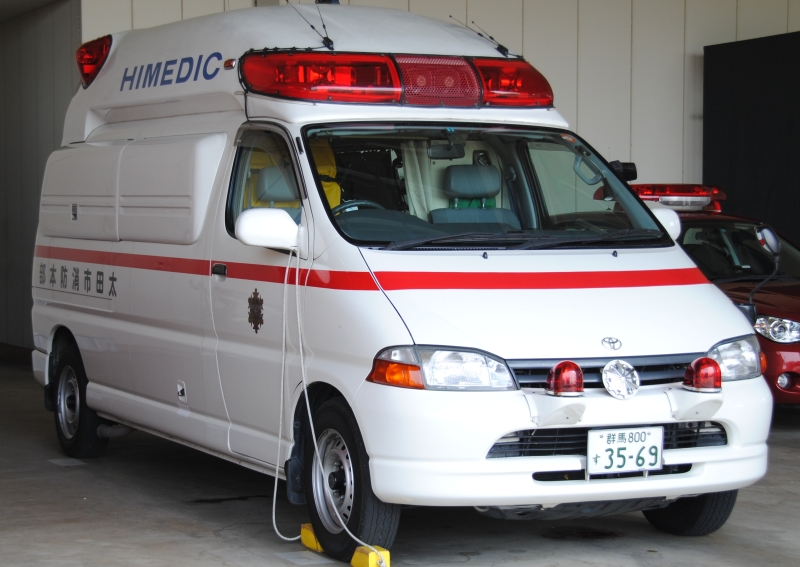
救急車（廃車）

## 沿革
- 1972年4月1日 太田市、邑楽郡大泉町、新田郡新田町及び尾島町の1市3町により太田地区消防組合を設立する。
  - 太田市消防本部を太田地区消防組合消防本部に、太田市消防署を中央消防署に、大泉町消防本部消防署を東部消防署に改称し、西部消防署を開設する。
  - 太田市消防署北分署、石橋分署を中央消防署北分署、石橋分署とする。西部消防署西分署を開設する。
- 1973年2月 西部消防署西分署が新築のうえ移転する。
- 1973年5月 東部消防署及び西部消防署が新築のうえ移転する。
- 1977年3月 中央消防署石橋分署が新築のうえ移転する。
- 1982年4月 北部消防署を開設する。
- 1986年10月 西部消防署尾島分署を開設する。
- 1988年11月 西部消防署西分署が新築のうえ移転し、新田消防署に昇格する。
- 1991年9月 東部消防署が新築のうえ移転し、大泉消防署に改称する。旧東部消防署庁舎は大泉消防署大泉北分署となる。
- 1992年12月 初の高規格救急車を中央消防署に配置する。
- 1994年4月 中央消防署南分署を開設する。
- 1998年3月 消防本部及び中央消防署新庁舎が現在地に竣工する。
- 1998年4月 中央消防署を太田消防署に、北部消防署を毛里田消防署に改称する。
  - 中央消防署南分署を太田消防署沢野分署に、中央消防署北分署を太田消防署韮川分署に、北部消防署石橋分署を太田消防署強戸分署とする。旧消防本部及び中央消防署庁舎は太田消防署九合分署となる。
- 2000年4月 西部消防署尾島分署が移転し、尾島消防署に昇格する。西部消防署は太田消防署宝泉分署となる。
- 2005年3月28日 太田市、新田町、尾島町及び藪塚本町の新設合併により、新・太田市が発足する。太田地区消防組合が解散し、太田市消防本部、太田消防署、尾島消防署、新田消防署、藪塚消防署及び大泉消防署を開設する。大泉町の消防事務を受託する。
- 2007年4月1日 太田消防署を中央消防署に、新田消防署を西部消防署に改称する。毛里田分署が東部消防署に昇格する。尾島消防署は西部消防署尾島分署に、藪塚消防署は西部消防署藪塚分署となる。
- 2018年4月2日 中央消防署に高度救助隊を発足する

## 組織
- 本部 : 消防総務課、予防課、警防課、消防団課、通信指令課
- 消防署

## 消防署
| 消防署     | 住所                  | 分署                                          | 出張所                     |
| ---------- | --------------------- | --------------------------------------------- | -------------------------- |
| 中央消防署 | 太田市鳥山下町409-1   | 沢野：太田市高林北町931-1                     | なし                       |
| 東部消防署 | 太田市東金井町262-1   | 九合：太田市飯塚町87-1                        |                            |
| 西部消防署 | 太田市新田金井町607   | 尾島：太田市粕川町432-1 藪塚：太田市大原町641 | なし                       |
| 大泉消防署 | 大泉町大字寄木戸614-1 | なし                                          | 城之内：大泉町城之内2-25-2 |